# HMS E9
| E9                                                                  | E9 | E9 |
| ------------------------------------------------------------------- | --- | --- |
| HMS E9                                                              | | |
|                                                                     | | |
| Британський підводний човен E9 взимку в Ревелі. 1915                | | |
| Верф                                                                | Vickers Limited, Барроу-ін-Фернесс                                                                          | Vickers Limited, Барроу-ін-Фернесс                                                                          |
| Під прапором                                                        | Велика Британія                                                                                             | Велика Британія                                                                                             |
| Належність                                                          | Військово-морські сили Великої Британії                                                                     | Військово-морські сили Великої Британії                                                                     |
| Порт приписки                                                       | Портсмут, Гарідж, Горлстон-он-Сі, Гельсінкі                                                                 | Портсмут, Гарідж, Горлстон-он-Сі, Гельсінкі                                                                 |
| Закладений                                                          | 1 червня 1912                                                                                               | 1 червня 1912                                                                                               |
| Спуск на воду                                                       | 28 листопада 1913                                                                                           | 28 листопада 1913                                                                                           |
| Введений до складу флоту                                            | 18 червня 1914                                                                                              | 18 червня 1914                                                                                              |
| На службі                                                           | 1914—1918                                                                                                   | 1914—1918                                                                                                   |
| Загибель                                                            | 3 квітня 1918 року затоплений екіпажем у Фінській затоці поблизу острову Гармайя                            | 3 квітня 1918 року затоплений екіпажем у Фінській затоці поблизу острову Гармайя                            |
| Бойовий досвід                                                      | Перша світова війна Битва за Атлантику Битва на Балтійському морі * Готландський бій * Бій у Ризькій затоці | Перша світова війна Битва за Атлантику Битва на Балтійському морі * Готландський бій * Бій у Ризькій затоці |
| Проєкт                                                              | | |
| Класифікація ПЧ                                                     | малий підводний човен                                                                                       | малий підводний човен                                                                                       |
| Тип ПЧ                                                              | типу «E» | типу «E» |
| Основні характеристики                                              | | |
| Швидкість (надводна)                                                | 15,25 вузла (28,24 км/год)                                                                                  | 15,25 вузла (28,24 км/год)                                                                                  |
| Швидкість (підводна)                                                | 10,25 вузлів (19 км/год)                                                                                    | 10,25 вузлів (19 км/год)                                                                                    |
| Дальність плавання                                                  | 3000 миль (5600 км) на швидкості 10 вузлів (надводна) 65 миль (120 км) на швидкості 5 вузлів (підводна)     | 3000 миль (5600 км) на швидкості 10 вузлів (надводна) 65 миль (120 км) на швидкості 5 вузлів (підводна)     |
| Екіпаж                                                              | 31 офіцер та матрос                                                                                         | 31 офіцер та матрос                                                                                         |
| Розміри                                                             | | |
| Довжина найбільша (по КВЛ)                                          | 55 м | 55 м |
| Ширина корпусу найб.                                                | 4,6 м | 4,6 м |
| Водотоннажність надводна                                            | 678 тонн | 678 тонн |
| Водотоннажність підводна                                            | 820 тонн | 820 тонн |
| Силова установка                                                    | | |
| Дизель-електрична: 2 × дизельних двигуни Vickers 2 × електродвигуни | | |
| Гвинти                                                              | 2 | 2 |
| Потужність                                                          | 2 × 800 к.с. (дизелі) 2 × 420 к.с. (електродвигуни)                                                         | 2 × 800 к.с. (дизелі) 2 × 420 к.с. (електродвигуни)                                                         |
| Озброєння                                                           | | |
| Артилерія                                                           | 1 × 76-мм гармата QF 12-pounder 12 cwt                                                                      | 1 × 76-мм гармата QF 12-pounder 12 cwt                                                                      |
| Торпедно- мінне озброєння                                           | 5 × 450-мм торпедних апаратів                                                                               | 5 × 450-мм торпедних апаратів                                                                               |

E9 (англ. HMS E9) — британський військовий корабель, підводний човен типу «E» другої серії, що перебував у складі Королівського військово-морського флоту Великої Британії за роки Першої світової війни.
E9 був закладений 1 червня 1912 року на верфі компанії Vickers Limited у Барроу-ін-Фернессі. 28 листопада 1913 року він був спущений на воду, а 18 червня 1914 року увійшов до складу Королівського ВМФ Великої Британії.

## Історія служби
Після введення в експлуатацію E9 включили до складу 8-ї флотилії підводних човнів, яка базувалася в Портсмуті. Коли 5 серпня 1914 року Німеччині було оголошено війну, Е9 базувався в Гаріджі у складі 8-ї флотилії підводних човнів Домашнього Флоту.
На світанку 13 вересня 1914 року підводний човен під командуванням лейтенанта-командера Гортона торпедував німецький легкий крейсер «Хела» в шести милях на південний захід від Гельголанда. «Хела» був уражений двома торпедами з відстані 600 ярдів. Усі члени екіпажу крейсеру, крім двох, були врятовані німецьким підводним човном U-18 та іншим німецьким кораблем. Попри переслідування більшу частину дня німецькими військово-морськими силами, E9 вдалося благополучно досягти Гаріджа. Через три тижні Гортон потопив німецький міноносець S116 біля гирла річки Емс. За потоплення крейсера та міноносця Гортон був нагороджений орденом «За видатні заслуги».
15 жовтня 1914 року E9 вийшов з Горлстона у першій партії з трьох човнів типу «E»: E1 (лейтенант-командер Ноель Лоренс), E9 (лейтенант-командер Макс Гортон) і E11 (лейтенант-командер Мартін Данбар-Несміт), які здійснили перехід через небезпечні протоки Скагеррак, Каттегат і вузькі, мілкі Данські протоки.
3 квітня 1918 року E9 був затоплений поблизу Гельсінгфорса (нині Гельсінкі), за 1,5 морських милі (2,8 км) від маяка на острові Гармайя у Фінській затоці. Його екіпаж був змушений затопити свій човен разом з E1, E8, E19, C26, C27 і C35, щоб уникнути їх захоплення наступаючими німецькими військами, які висадилися неподалік.